# Guitarro

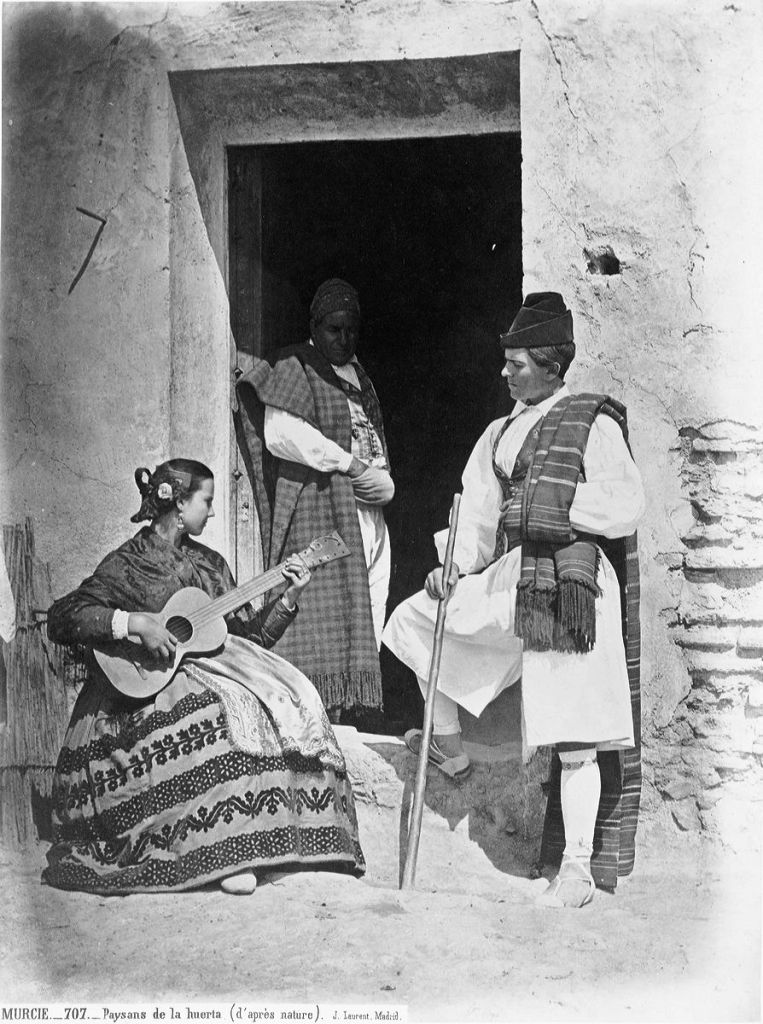
Fotografía antigua de huertanos de Murcia tocando la guitarra tenor.

Los guitarros son instrumentos de cuerda pulsada tradicionales del Sureste de España, es decir, las provincias de Murcia y Almería, sur de Alicante y norte de Granada, y también La Mancha.
Son instrumentos parecidos a una guitarra pequeña, de distintos tamaños y afinaciones, así como varios tipos de encordaduras posibles, siendo probablemente la más original, observando las guitarras del Barroco, la de cinco órdenes dobles; encontramos también de seis, cinco o cuatro órdenes simples, y otras combinaciones. Aunque se puede puntear, generalmente se toca rasgueando y redoblando, nunca golpeando, como en muchas zonas del Sureste se toca la guitarra.
Actualmente únicamente se tocan en las cuadrillas de ánimas, que es como se llaman las agrupaciones musicales populares tradicionales del sureste, de carácter religioso-festivo.

## Orígenes
Los guitarros pertenecen a la familia de guitarras del Barroco, manteniendo todas las características de aquellas, desde la encordadura hasta la afinación y la forma. Así pues, se puede considerar que son el mismo instrumento, como también está directamente emparentado con otros instrumentos de la Hispanidad que siguen usándose hoy.
El guitarro en sus distintas variedades siguió fabricándolo un guitarrero en la ciudad de Almería, Juan de Moya Castillo (1875-1937) hasta los años 30 del siglo XX, y en Lorca, Luis Manzanera, hasta 1962. La mayoría de los que actualmente se emplean están fabricados por los maestros guitarreros de Baza y los de Casasimarro, siendo los de la primera normalmente de 5 órdenes dobles excepto el primero y el último, que suelen denominarse "murcianos", y los conquenses del tipo llamado "manchego", de cinco órdenes simples, aunque la construcción suele ser mucho más pesada que las de los guitarros antiguos.
También difiere de los antiguos en que muchos de los guitarros actuales usan un clavijero mecánico, y en la composición de las cuerdas: antaño, de tripa; hogaño, de nylon o de carbono.

## Clasificación, variedades y afinación

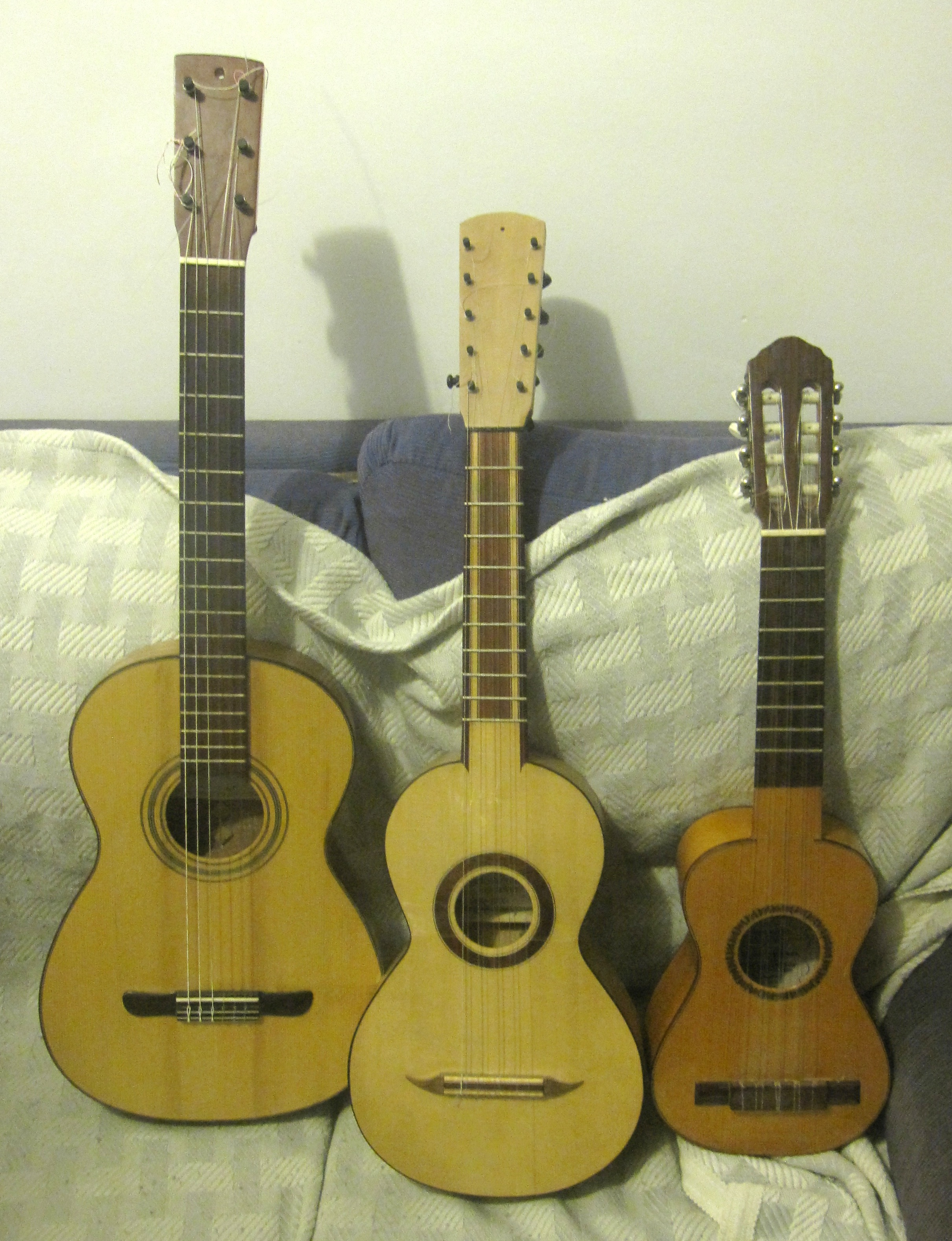
Guitarra, Tenor y Requinto.

De menor tamaño (voz más aguda, menor tiro, menor caja) a mayor tamaño (voz más grave, mayor tiro, mayor caja):
- Zaramangüel: Voz más aguda, solo conocido en Lorca. Se afina una octava más agudo que la guitarra.
- Guitarrillo o timple: Se afina diez semitonos más agudos que la guitarra.
- Guitarro (a secas) o requinto, o también timple: Se afina siete semitonos más agudo que la guitarra, aunque también pueden ser cinco.
- Tenor:  Cinco semitonos más agudo que la guitarra.

Además de estas afinaciones, basadas en la de la guitarra, antiguamente se practicaba, para facilitar las posturas o "pises" de los acordes, el cifrado, consistente en variar un semitono las cuerdas del tercer orden, del tercer y del cuarto o del tercero, el cuarto y el quinto.

## Instrumentos emparentados
- Guitarró valenciano y mallorquín
- Guitarrico aragonés.
- Requintos americanos.
- Jaranas mexicanas.
- ‘Tiples’ puertorriqueños.
- Timple canario.
- Cavaquinho y braguinha portuguesas.
- Ukelele.